# جدل الحجاب في تركيا

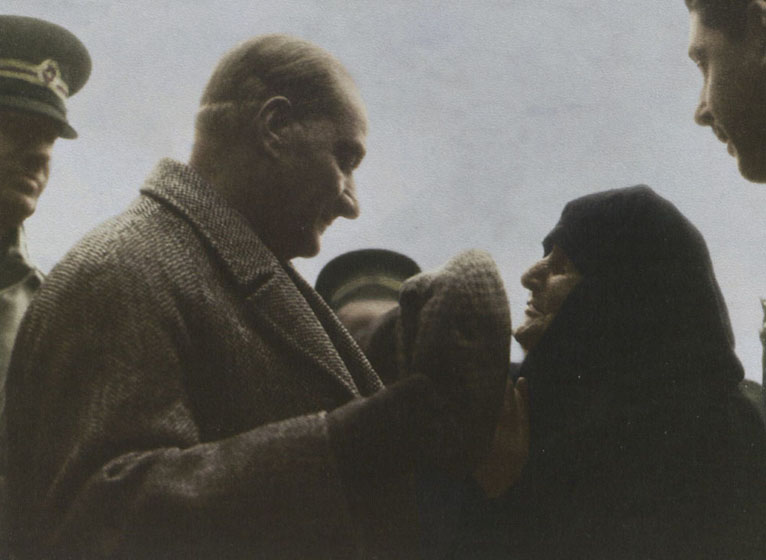
أتاتورك وامرأة في الحجاب

كان الجدل حول الحجاب في تركيا هو الجدل الذي دار في القرن العشرين وأوائل القرن الحادي والعشرين حول ارتداء النساء للحجاب الإسلامي. أصبحت جمهورية تركيا دولة علمانية منذ التعديل الدستوري لعام 1937. وقد أدخل مصطفى كمال أتاتورك علمنة الدولة في الدستور التركي لعام 1924، إلى جانب إصلاحاته. أكثر من 90% من سكان تركيا مسلمون، وقد أدى قمع الحجاب/غطاء الرأس وغيره من الرموز الدينية البارزة في المؤسسات الحكومية والمدارس العامة. (على غرار السياسات في فرنسا وكيبك والمكسيك) لم يحظر أتاتورك أبدًا الحجاب، لكنه عمل بنشاط على تثبيط استخدامه في الأماكن العامة. إلى جدل ساخن في بعض الأحيان في تركيا. في تركيا، لم تتمكن النساء من العمل في بعض المؤسسات العامة بالحجاب بسبب "لائحة قواعد اللباس في المكاتب العامة"، والتي صدرت بعد انقلاب عام 1980 وظلت سارية لمدة 31 عامًا.

## حظر الحجاب

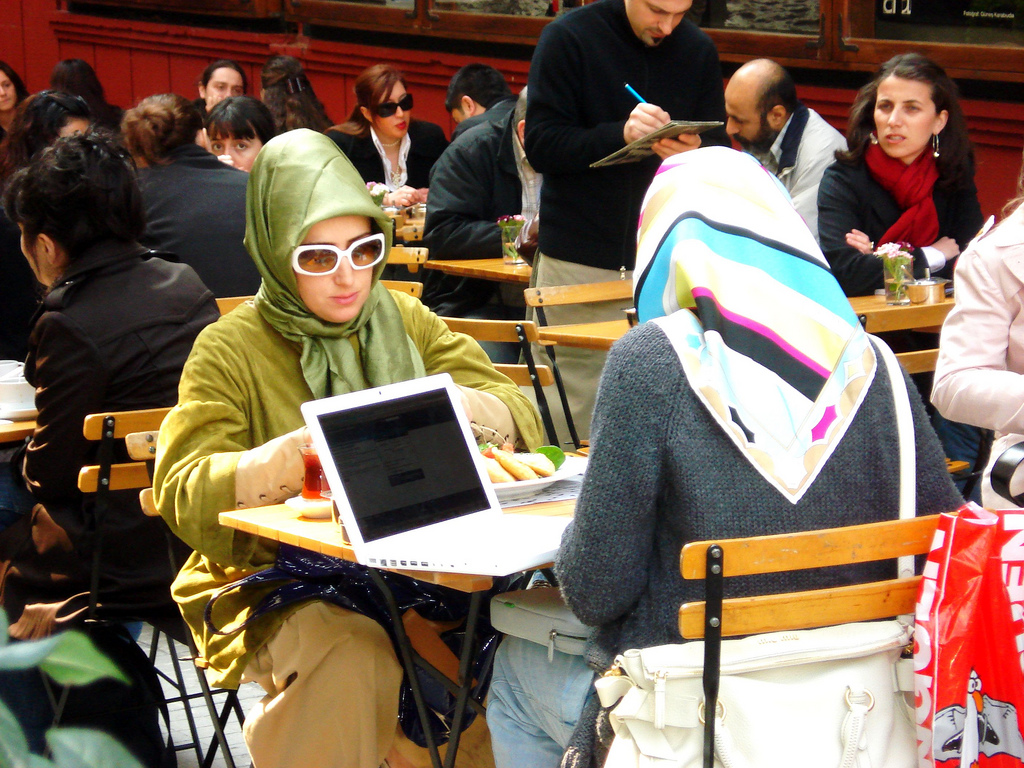
نساء تركيات يرتدين الحجاب

مع المبادئ الدستورية العلمانية الرسمية قامت الحكومة التركية بمنع دخول النساء اللاتي يرتدين الحجاب إلى أماكن العمل في القطاع العام. وينطبق الحظر على المعلمين والمحامين والبرلمانيين وغيرهم. تم توسيع الحظر على أن يشمل منع ارتداء الحجاب في الخدمة المدنية والمؤسسات التربوية والسياسية غير التابعة للدولة. وقامت الحكومة التركية بطرد المحاميات والصحفييات الذين رفضوا الامتثال للحظر المفروض من قاعات المحاكم والجامعات.
في أواخر السبعينات وأوائل الثمانينات ازداد عدد طلاب الجامعات الذين يرتدون الحجاب بشكل كبير وفي عام 1984 جاء أول قرار بحظر الحجاب في الجامعات والذي طبق على نطاق واسع ليشمل عدد من القطاعات.

## محاولات رفع الحظر
وعد رئيس الوزراء أردوغان بحملته الانتخابية 2007 برفع الحظر على ارتداء الحجاب في المؤسسات العامة،
و في 7 فبراير 2008 أصدر البرلمان التركي تعديلا على الدستور سمح للنساء بارتداء الحجاب في الجامعات التركية بحجة أن العديد من النساء لن يتمكنو من إكمال التعليم إذا لم يتمكنوا من ارتداء الحجاب. في يوم 5 يونيو 2008 ألغت المحكمة الدستورية التركية تعديل البرلمان الذي يهدف إلى رفع الحظر على ارتداء.

## رفع الحظر
- 29 يناير 2008 فاز حزب العدالة والتنمية التركي الحاكم بدعم حزب معارض لتعديل الحظر الدستوري على ارتداء الحجاب في الجامعات.[9]
- 17 أكتوبر 2010 أمر المجلس الاعلى للتعليم في تركيا في وقت سابق من الشهر الجاري جامعة اسطنبول وهي واحدة من أكبر الجامعات في البلاد بمنع المدرسين من طرد الطالبات اللائي لا تلتزمن بحظر الحجاب من الفصول الدراسية.[10]
- 8 أكتوبر 2013 ألغت تركيا الثلاثاء حظر ارتداء الحجاب في مؤسسات الدولة ماعدا القضاء أو الجيش، منهية بذلك حظرا دام نحو 90 عاما.[11]
- 27 أغسطس 2016 قررت الحكومة التركية السماح للشرطيات بارتداء الحجاب الإسلامي تحت غطاء الرأس الرسمي، على أن يكون من نفس لون البدلة الرسمية والا يحتوي على أي نقوش.[12]
- 23 فبراير 2017 اتخذت الحكومة التركية قرارا بالسماح للنساء برتبة ضابط أو ضابط صف بارتداء الحجاب في الجيش التركي إذا كان لا يغطي الوجه ومن نفس لون البزة العسكرية.[13]